# 와타나베 테츠
와타나베 테츠(Tetsu Watanabe, 1950년 3월 11일 ~ )는 일본의 배우, 성우, 텔레비전 배우이다.
도코나메시에서 태어났다.

## 방송
- Home Sweet Tokyo 시즌2
- 불발탄 ~검은 돈을 조종하는 남자~
- 무요안 은거수행
- Home Sweet Tokyo
- 마카나이소 시즌2